# Vakko
Vakko is een Turks bedrijf dat luxe confectieproducten produceert en verkoopt. Het werd in 1934 opgericht door Vitali Hakko onder de naam Şen Hat in Sultanhamam. Na de jaren 1940 zette het bedrijf zijn productie voort onder de naam Vakko. In 1962 opende het bedrijf zijn eerste grote winkel in de wijk Beyoğlu in Istanbul. In 1969 werd in Merter de eerste Vakko fabriek gebouwd. Op dat moment was het de grootste in zijn sector in Turkije. Toen de tweede en derde winkel in Ankara in 1973 en in İzmir in 1979 operationeel werden, begon de expansie van de winkels van Vakko.

## Geschiedenis

### Oprichting en groei

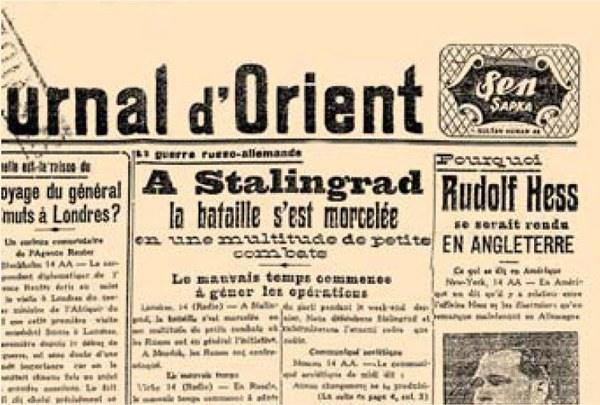
Column Sen Hat in het Franse modetijdschrift Le Journal d'Orient (1942)

De onderneming werd in 1934 opgericht onder de merknaam Şen Hat door Vitali Hakko als een kleine hoedenwinkel in Sultanhamam. Toen zijn oudere broer Albert Hakko in 1937 partner werd, veranderde Vitali Hakko de naam van het bedrijf in Vakko en richtte Kurtulus, de eerste zijdeververij van Turkije, op in Şişli. Nadat de naam veranderd was van Şen Hat in Vakko, begon hij sjaals te produceren van Turkse zijde, katoen en wol. Na verloop van tijd breidde Vakko uit met confectiekleding. Hier maakten klanten voor het eerst kennis met moderne winkelpraktijken zoals vast prijzen, uitverkoop en het ruilen van verkochte goederen.
In 1962 opende Hakko een grote 8 verdiepingen tellende winkel in Beyoğlu, een van de belangrijkste plekken in Istanbul, met een café en een modegalerij. In 1969 werd op een afgesloten terrein van 40.000 m² in Merter de eerste Vakko Fabriek gebouwd en ontstond er werkgelegenheid. In 1973 werd de tweede Vakko-winkel in Ankara in gebruik genomen en begon Vakko zijn winkelnetwerk verder uit te breiden met de Vakko Boutique-verkooppunten die het na elkaar opende. Zes jaar later, in 1979 opende de derde Vakko-winkel in Izmir. De populariteit van het merk Vakko nam toe door reclamecampagnes en modeshows in heel Turkije.
In 1981, op de 100e verjaardag van Mustafa Kemal Atatürk, werd een mode- en kunstshow gehouden genaamd "Anatolische zon", die Anatolische culturen en het westerse modeconcept samenbracht. De show, die ook werd tentoongesteld in Rome, Wenen, Brussel, Parijs en Londen buiten Turkije, introduceerde Vakko in Europa als de vertegenwoordiger van de hedendaagse Turkse mode.

### Vakkoramaen een wereldmerk worden

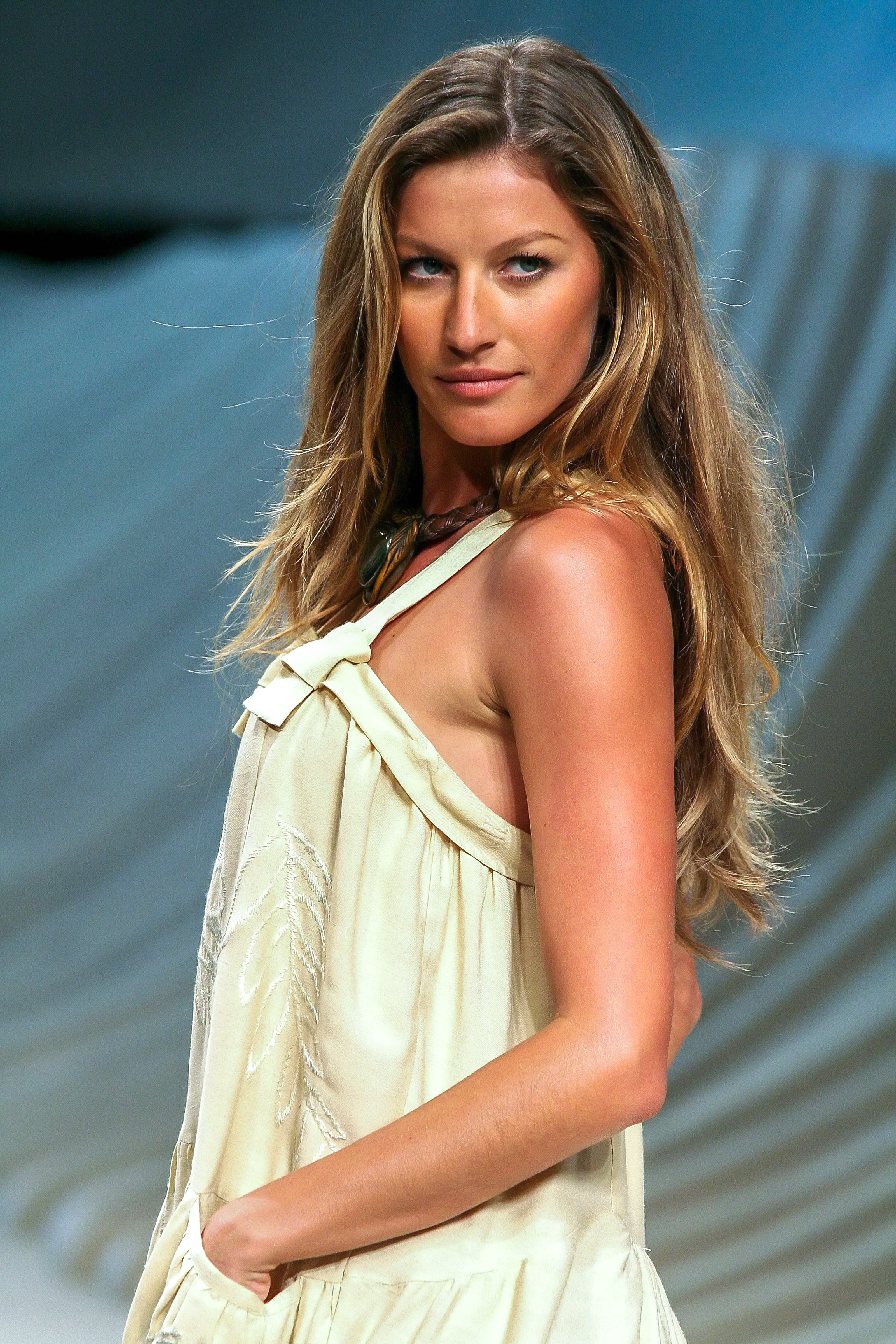
Giselle Bündchen, Vakko's "gezicht"

In 1982 werd Vakkorama, een van de eerste winkels gericht op jongeren in Turkije, geopend in Taksim, Istanbul. Om New Yorkse mode naar Istanbul te halen, introduceerde Vakkorama in 2000 een nieuw concept ,genaamd V2K Designers met de slogan "Two cities, one brand". Na verloop van tijd is V2K Designers, dat de ontwerpers en merken uit  andere modesteden zoals New York, Parijs, Londen en Milaan haalden, uitgegroeid tot de eerste conceptstore van Turkije waar verschillende wereldmerken elkaar ontmoeten onder hetzelfde dak. Er worden merken als V2K Designers, Rick Owens, Gareth Pugh, Alexander Wang, Hussein Chalayan, Preen, Erdem, Elizabeth & James, Band of Outsider, Rag & Bone verkocht.
In 2006 werd een speciale collectie ontworpen door de modeontwerper Zac Posen, die verkocht werd onder de naam Zac Posen @Vakko. In hetzelfde jaar werd het wereldberoemde topmodel Gisele Bündchen het campagnegezicht van Vakko. In  2008 werden de zeefdruk- en confectiekledingproductie, logistiek en kantoren ondergebracht in de nieuwe fabriek met hoofdkantoor in Merter. Deze nieuwe locatie was 2 keer zo groot als de oude fabriek.
In 2010 werd het Vakko Fashion Center geopend in Nakkaştepe, ontworpen door het in New York gevestigde REX, bestaande uit showrooms, Vitali Hakko Creative Industries Library, auditorium, galerij en museum. Daarnaast werd hier het management en de ontwerpafdeling ondergebracht.
In hetzelfde jaar opende Vakko Wedding House Akaretler, waar ceremoniële kleding als avondjurken, smokings, accessoires en hoeden in één winkel werden samengebracht. De eerste editie van het cultuur- en kunstfestival Istancool, dat veel beroemde kunstenaars uit verschillende disciplines samenbrengt, vond plaats in 2010. Als gasten waren er vele belangrijke namen uit de mode- en kunstwereld, met name het beroemde stijlicoon Daphne Guinness, hoedenontwerper Philip Treacy en pianist Michael Nyman.
In 2011 werd het Vakko Fashion Centre door Wallpaper magazine en het internationale architectuurplatform ArchDaily verkozen tot werelds beste werkplek van het jaar. The Accent of Fashion-tentoonstelling van de wereldberoemde hoedenontwerper Stephen Jones werd in hetzelfde jaar gehouden in het Vakko Fashion Centre. Vakko breidde het assortiment uit met interieurproducten onder de naam Vakko Home. In hetzelfde jaar werden de winkels Vakko Antalya, Vakko Mersin en Vakko Wedding House Suadiye, Vakko Home Nişantaşı en Vakko Chocolate Hilton Ankara geopend.
Bij de 2012 editie van Istancool waren belangrijke namen uit de mode- en kunstwereld te zien, zoals Carine Roitfeld, redacteur van het Franse tijdschrift Vogue, de beroemde fotograaf Mario Sorrenti en kunstenaar Pınar Yolaçan. In 2012 werd de Vitali Hakko Creative Industries Library geopend in het Vakko Fashion Center. Het is een openbare bibliotheek met een zeer grote verzameling werken die zijn uitgegeven door 's werelds vooraanstaande uitgeverijen in creatieve industrieën zoals mode, architectuur, schilderkunst, design, film en muziek. In hetzelfde jaar werden de merken Hartford en Riviera Maison opgenomen in het Vakko-assortiment. Anno 2021 heeft Vakko 13 hoofdwinkels van Vakko, 35 boetiek Vakko-winkels, waarvan 3 in het buitenland, en 76 Vakko Corners, 10 Vakko Outlets, 2 Vakko Wedding Houses, 2 Vakko Chocolate Boutiques, 2 Vakko Homes, 3 Vakko Scarf Corners in heel Turkije, er zijn 10 Vakkorama-winkels, 2 V2K-ontwerpers en 5 Vakkorama H20-winkels.